# Happy Valley-Goose Bay
Happy Valley-Goose Bay è un comune del Canada, situato nella provincia di Terranova e Labrador, nella divisione No. 10.
Nonostante la popolazione esigua, il territorio comprende una importante base area militare canadese, la Canadian Forces Base Goose Bay.
La città e le strutture militari furono realizzate a partire dal 1941, e poi rapidamente ampliate per le esigenze militari della seconda guerra mondiale.